# Macrocera distincta
Macrocera distincta är en tvåvingeart som beskrevs av Garrett 1925. Macrocera distincta ingår i släktet Macrocera och familjen platthornsmyggor.
Artens utbredningsområde är British Columbia. Inga underarter finns listade i Catalogue of Life.